# Hipoteza nawigacji społecznej
Hipoteza nawigacji społecznej – jedna z ewolucyjnych hipotez społecznych zaburzeń depresyjnych. Postuluje wyjaśnienie ewolucyjnej roli objawów depresyjnych za pomocą funkcji ruminacji i motywacji społecznych.

## Hipotezy ewolucyjne
Hipotezy ewolucyjne zaburzeń depresyjnych starają się wyjaśnić fenomen ich częstego występowania z perspektywy teorii ewolucji. Zaburzenia depresyjne zaliczają się do najczęstszych zaburzeń psychicznych. Częstość ich występowania w populacji ogólnej szacuje się na około 10%, choć różne badania dają zarówno mniejsze, jak i większe wyniki: badanie Weissman et al. z 1996 dla populacji w Wietnamie podaje tylko 1,5%, ale już dla populacji w Bejrucie 19%. Co więcej, WHO prognozuje wzrastające negatywne skutki tych zaburzeń. Informacje te kontrastują z udowodnioną rolą czynników genetycznych w etiologii zaburzeń depresyjnych nawracających. Zaburzenia te pojawiają się rodzinnie, co wskazuje na wpływy genetyczne w ich etiologii. Zarówno czynniki genetyczne, jak i czynniki środowiskowe razem decydują wobec tego o wykształceniu się zaburzenia. Dziedziczone cechy wpływające na dostosowanie podlegają jednak doborowi naturalnemu. Jeśli dana cecha zmniejsza dostosowanie, dobór naturalny redukuje jej częstość w populacji. Jest to jeden z podstawowych mechanizmów ewolucji, opisany jeszcze przez Darwina. Biorąc pod uwagę objawy epizodu depresyjnego, trudno uznać jego występowanie za cechę korzystną. Upośledza on funkcjonowanie, utrudnia wykonywanie pracy. Powinien więc zmniejszać dostosowanie. Jednakże gdyby zmniejszał dostosowanie, dobór naturalny zmniejszałby jego częstość, czego nie widać w danych epidemiologicznych. W efekcie postuluje się, że epizody bądź objawy depresyjne mają jakieś nieznane jeszcze funkcje, dzięki którym w pewien sposób kompensują niekorzystny wpływ na dostosowanie. Hipotezy ewolucyjne mają za zadanie wytłumaczyć to zjawisko, odnajdując nieoczywiste funkcje epizodów depresyjnych bądź występujących w nich objawów.
Gilbert dzieli ewolucyjne hipotezy tłumaczące etiologię zaburzeń depresyjnych (określane przezeń mianem teorii) na niespołeczne (non-social theories) i społeczne (social theories). Wśród tych ostatnich wyróżnia on model przywiązania i afiliacji społecznej (attachment and social affiliation model) oraz hipotezę pozycji społecznej, wymieniając mechanizm mimowolnego podporządkowania (involuntary subordination), jak również model porażek społecznych (social defeats model). Nowak w podobny sposób dzieli ewolucyjne hipotezy tłumaczące powyższy paradoks na hipotezę immunologiczną, hipotezy społeczne oraz hipotezę motywacyjną. Wśród hipotez społecznych wyróżnia on hipotezę przywiązania, hipotezę nawigacji społecznej i hipotezę pozycji społecznej właśnie.

## Hipoteza nawigacji społecznej
Hipoteza nawigacji społecznej została sformułowana w 2002 przez Watsona i Andrewsa. Stara się ona wyjaśnić pozytywny wpływ objawów depresyjnych na 2 sposoby.
Osoba odczuwająca objawy depresyjne ma obniżony napęd, nie interesuje się rzeczami, które ciekawiły ją w przeszłości. Nie ma apetytu, nie może spać. Wedle Watsona i Andrewsa pacjent taki odczuwa zazwyczaj istotne problemy społeczne i intensywnie myśli, ruminuje nad rozwiązaniem. Ponieważ ma ograniczone możliwości, ograniczone zasoby, rozwiązanie problemu wymaga skupienia się głównie na nim z pominięciem innych spraw. Autorzy nazwali to funkcją ruminacji społecznej (social rumination function). Watron i Andrews przyznali jednak, że po pacjencie w epizodzie dużej depresji (której objawem są również trudności poznawcze, niemożność skupienia uwagi, zaburzenia myślenia, spowolnienie) trudno spodziewać się skutecznego rozwiązania problemów społecznych. Dlatego też w ich opinii funkcja ruminacji społecznych wyjaśnia jedynie występowanie łagodnych objawów depresyjnych.
Cięższe objawy depresyjne Watson i Andrews tłumaczą inaczej. Zwracają uwagę na relacje i wzajemne zależności ludzi żyjących w jednej społeczności. Są oni wręcz na siebie skazani, a osiąganie wspólnych celów wymaga współdziałania. Natomiast nie tylko współpraca, ale i samo przebywanie z osobą pogrążoną w epizodzie depresyjnym jest ciężkie. Otoczeniu udziela się obniżony nastrój, nie można liczyć na korzyści wynikające ze współpracy. Tak więc objawy depresyjne pełnią tu funkcję nie tyle samej prośby o pomoc – tej otoczenie osoby depresyjnej wcale nie musiałoby realizować – ale wręcz wymuszenie jej. Udzielenie pomocy oznaczać może ustąpienie objawów depresyjnych i powrót do poprzedniej korzystnej dla obu stron relacji. Nieudzielenie pomocy naraża otoczenie na dalszy spadek dostosowania związany z przebywaniem z osobą depresyjną. Oczywiście w dzisiejszych czasach można łatwo zerwać relację z taką osobą, jednak w niewielkiej grupie łowców-zbieraczy, jakie istniały przez większość czasu ludzkiej ewolucji, było to trudne i niebezpieczne.

## Krytyka
Hipoteza nawigacji społecznej spotkała się z krytyką. W swym przeglądzie Nettle podważał w ogóle adaptacyjność objawów depresyjnych. Zwracał dalej uwagę, że nie istnieją żadne wyniki, które potwierdzałyby hipotezę nawigacji społecznej. Podnoszona była kwestia zaburzeń poznawczych obecnych w epizodzie depresyjnym.
Ponadto hipoteza nawigacji społecznej nie bierze pod uwagę dostosowania osób otaczających osobę z objawami depresyjnymi, które w myśl tej hipotezy miałyby udzielać pomocy, ponosząc przez to własne koszty. Interakcje takie opisuje się, wprowadzając do ewolucjonizmu teorię gier, a strategię ewolucyjną, która może utrzymać się (tzn. wchodzić w skład pewnej równowagi Nasha) w środowisku, gdzie na skutek mutacji część osobników będzie taką strategię tracić, określa się mianem strategii ewolucyjnie stabilnej. Hipotezę nawigacji społecznej istotnie można przedstawić matematycznie w ten sposób, jednak wzór, wiążący ze sobą średnie czasy epizodów i remisji, przewiduje coraz krótsze epizody wraz z postępem wieku pacjenta. Stoi to w sprzeczności z badaniami klinicznymi, wedle których epizody depresyjne w starszym wieku trwają dłużej.